# Radisson Blu București

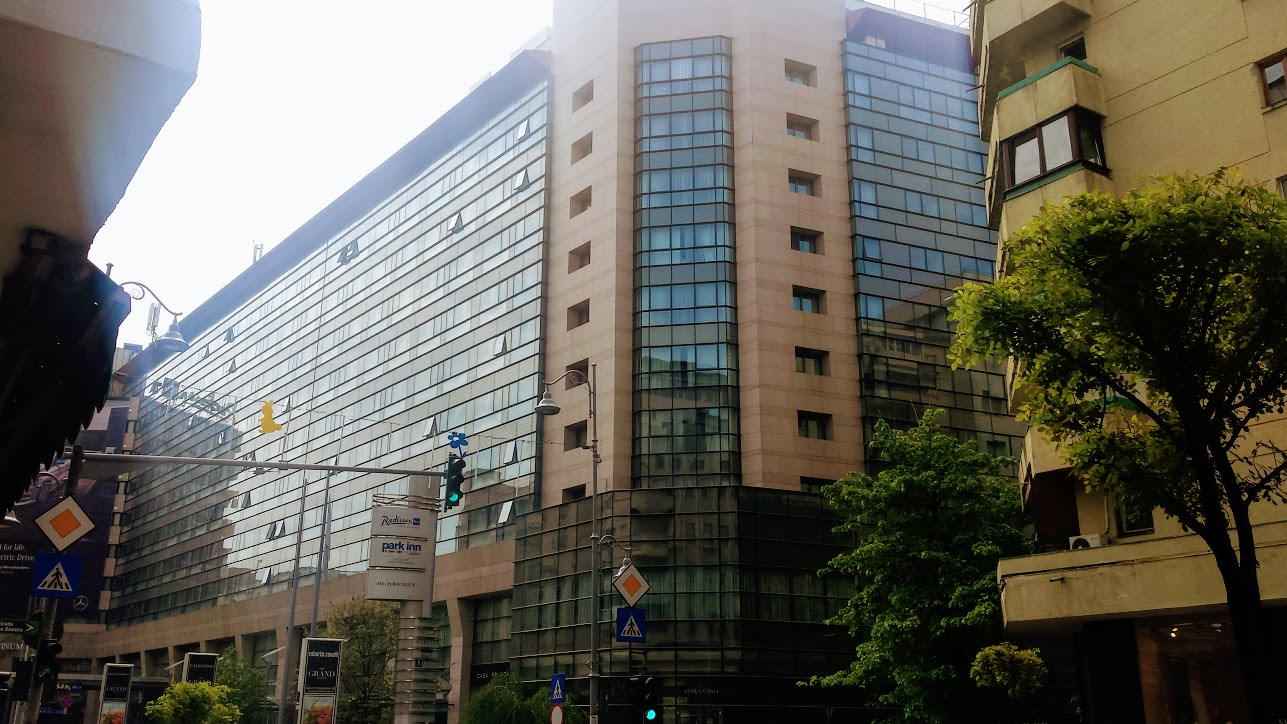
Hotelul Radisson Blu București de pe Calea Victoriei

Radisson Blu București este un hotel din București construit în anul 1977.
Până în octombrie 2009 a fost numit Radisson SAS.
Inaugurat pe 18 septembrie 2008, în urma unei investiții de 70 milioane euro, hotelul Radisson Blu din București este cel mai mare hotel de cinci stele din România și cel mai mare hotel Radisson din Europa de Est, cu 424 de camere, din care 301 standard, 74 executive, 10 camere pentru persoane cu dizabilități și 39 de apartamente.
Hotelul este amplasat pe una din principalele artere din București, și anume Calea Victoriei 63 - 81, mai dispune de 4 restaurante, 3 baruri, un centru de conferințe de 1.500 de metri pătrați, incluzând o sală pentru maxim 500 de persoane și alte 11 mai mici, un Bali Spa, un centru de sănătate, piscină exterioară încălzită, jacuzzi exterior, pistă pentru jogging, casino și magazine de lux.
A fost construit pe amplasamentul fostului Hotel Nestor care s-a prăbușit la cutremurul din 1977.
Radisson Blu este fostul hotel București,
este situat pe Calea Victoriei
și este deținut de compania București Turism, care deține, pe lângă Radisson Blu, Aparthotel și Elite Apartments.
Radisson SAS Hotels&Resorts reprezintă marca premium a grupului hotelier Rezidor, unul din primele 5 grupuri la nivel mondial în domeniul hotelier.
Din grup mai fac parte lanțurile hoteliere Park Inn, Country Inn, Regent și Missoni.